# Церковь Михаила Архангела (Ворон-Лозовка)
Церковь во имя святого архистратига Михаила — православный храм Липецкой епархии. Расположена в селе Ворон-Лозовка Хлевенского района Липецкой области.

## История
Церковь каменная, с колокольней, построена на средства прихожан села в 1882 году. Являлась приписной к церкви Николая Чудотворца в селе Вертячье. Церковные земли составляли 33 десятины. Храм сооружён в русле эклектики.
Архиепископ Дмитрий в документах середины 1880-х годов отмечал:

Церковь в селе Воронежской Лазовке, Задонского уезда, каменная с колокольнею, построена в 1822 году (опечатка: вероятно речь идет о 1882 г.). Земли пахатной 33 десятины. Дом подцерковный, деревянный. Прихожан 690 душ. Церковь эта считается приписною к Николаевской церкви села Вертячаго.

В 2007 году начаты работы по восстановлению храма. 10 августа 2007 г. были освящены и установлены кресты на куполах храма.

## Легенда
В народе существует легенда о старом дереве, которое растёт рядом с храмом. Когда-то здесь служил добрый и преданный вере священник. Когда он умер, его прах похоронили недалеко от храма, и на могиле воздвигли деревянный крест. Верующие прихожане ежедневно навещали могилу любимого батюшки. И вот весной крест зазеленел, а теперь на этом месте выросло большое дерево, как символ веры и надежды.

## Духовенство
- Настоятель храма - иеромонах Диодор (Лаптев Анатолий Алексеевич)[5]

## Престольные праздники
- Архангела Михаила - Сентябрь 19 [по н.с.], Ноябрь 21 [по н.с.]
- Собор Архистратига Михаила и прочих Небесных Сил бесплотных, 21 ноября[5].

## Современный статус
Согласно постановлению главы администрации Липецкой области от 27 февраля 1992 г. № 106 Архангельская церковь в селе Ворон Лозовка является памятником архитектуры и объектом исторического и культурного наследия областного значения.